# Théodore Ducos
Pour les articles homonymes, voir Ducos.
 (août 2020).
Si vous disposez d'ouvrages ou d'articles de référence ou si vous connaissez des sites web de qualité traitant du thème abordé ici, merci de compléter l'article en donnant les références utiles à sa vérifiabilité et en les liant à la section « Notes et références ».
Jean Étienne Théodore Ducos, né à Bordeaux le 22 août 1801, mort à Paris le 17 avril 1855, est un armateur et homme politique français.

## Biographie
Jean Étienne Théodore Ducos, né à Bordeaux, est le fils d'Armand Ducos, un armateur de la ville. Sa mère, Fanny Lercaro, descend d'une grande famille génoise ayant donné plusieurs doges à la cité. Ses oncles, Jean-François Ducos et Jean-Baptiste Boyer-Fonfrède furent députés à la Convention et, ayant épousé la cause des Girondins, moururent tous deux sur l'échafaud.
Jeune homme rêveur et romantique, Théodore Ducos ambitionne une carrière littéraire. Il commence une tragédie, Viriath, que son père apprécie fort peu : « soyez poète, je vous en défie… lui dit-il, C'est inconcevable combien des additions de douze ou quinze colonnes chassent toute émotion poétique ! » Théodore rejoint donc l'entreprise familiale à 17 ans, quittant prématurément l'école de Sorèze où il se morfond.
Quelques années plus tard, négociant et armateur, il est devenu un notable respecté, juge au tribunal de commerce, conseiller général de la Gironde, et bientôt député (1834). Il siège dans l'opposition libérale et compte parmi les amis de Lamartine. Après la révolution de février 1848, il siège à la Constituante, au centre-gauche. Il se range parmi les républicains « du lendemain », il est anti-socialiste, il vote pour le bannissement des Orléans, pour la loi réglementant les clubs et la presse, pour l'autorisation de poursuivre Louis Blanc et Caussidière, contre, évidemment, le projet Proudhon, et il fait écrire dans la nouvelle Constitution cette phrase : « La République a pour base la famille, le travail, la propriété, l'ordre public ». Aux élections du 13 mai 1849, il est battu dans son propre département, mais il retrouve un siège comme représentant de la Seine, le 8 juillet. Il rallie le parti de l'ordre (on le dit proche de Thiers, après avoir suivi la politique du comité de la rue de Poitiers, mais l'affaire Changarnier l'amène à prendre ses distances avec la droite réactionnaire, pour se rapprocher davantage du président de la République, Louis-Napoléon Bonaparte. Cette position lui permet de se voir confier son premier portefeuille ministériel, du 9 au 24 janvier 1851, à la Marine.
Il redevient ministre de la Marine et des Colonies après le coup d'État, le 3 décembre 1851. Il occupera ce poste jusqu'à sa mort brutale, en plein travail, le 17 avril 1855.
Comme ministre, Théodore Ducos se lance dans un travail de réorganisation administrative, et gagne une réputation de travailleur infatigable et de haute compétence. Ses talents de gestionnaire se déploient à l'occasion de la guerre de Crimée : sans guère de préparation ni flotte adaptée, la marine doit à la fois prendre en charge le transport des troupes terrestres et mener des opérations militaires délicates en mer Noire. Les premiers navires à vapeur mis au point par la marine française se distinguent à cette occasion.
Théodore Ducos eut droit à des funérailles nationales, le 25 avril 1855, en l'église de la Madeleine à Paris, puis à Bordeaux, deux jours plus tard. Un an auparavant, une petite ville de la Martinique avait décidé, en son honneur, de se rebaptiser « Ducos-Bourg » (aujourd'hui simplement « Ducos »). Le capitaine Louis-Marie-François Tardy de Montravel lui a également rendu hommage en baptisant de son nom une presqu'île de Nouvelle-Calédonie, devenue aujourd'hui la principale zone industrielle de Nouméa.
Les papiers personnels de Théodore Ducos sont conservés aux Archives nationales, sur le site de Pierrefitte-sur-Seine, sous la cote 46AP.

### Sources
- Laroche de Roussane, «Théodore Ducos, un grand ministre qui fut un jeune poète», Revue historique de Bordeaux, 1985, tome 31, p. 68.
- Vapereau, Dictionnaire des contemporains, Hachette 1858.
- Jean-Philippe Zanco, Dictionnaire des ministres de la marine 1689-1958 [détail des éditions]
- « Théodore Ducos », dans Adolphe Robert et Gaston Cougny, Dictionnaire des parlementaires français, Edgar Bourloton, 1889-1891 [détail de l’édition]